# Oberarzt Dr. Solm
Oberarzt Dr. Solm ist ein deutsches Filmdrama in Schwarzweiß aus dem Jahr 1954 von Paul May. Das Drehbuch verfassten Ilse Lotz-Dupont und Kurt Heuser. Es basiert auf dem gleichnamigen Roman von Harald Baumgarten. In den Filmhauptrollen agieren Hans Söhnker, Antje Weisgerber und Sybil Werden. Ins Kino kam der Film erstmals am 17. März 1955.

## Handlung
Dr. Karl Solm ist ein tüchtiger und ehrgeiziger Oberarzt an Professor Möllenhauers Privatklinik. Seine Spezialität ist die Gehirnchirurgie, wobei ihm die in Fachkreisen umstrittene Leukotomie besonders am Herzen liegt. Einer seiner Widersacher ist der Psychiater Professor Berding. Dessen Sohn leidet unter einer organisch bedingten Geisteskrankheit. Als die beiden Professoren bei einem Ärztekongress in Amerika weilen, bittet Elisabeth Berding Dr. Solm, ihren Sohn zu operieren. Sie könne das Leiden des Jungen nicht mehr mit ansehen. Sie legt auch eine Einwilligungserklärung ihres Gatten vor. Möllenhauers Tochter Claudia, die ihren Vater in der Leitung der Klinik vertritt, hat Zweifel an der Echtheit der Unterschrift. Vorsichtshalber telegrafiert sie an Professor Berding und bittet um Bestätigung der Operationserlaubnis. Die Antwort kommt prompt: Nein! Doch Solm hat bereits operiert.
Wieder zurück in der Heimat, bemüht sich Berding mit Erfolg darum, dass Solm die Freude an seiner Arbeit im Krankenhaus vergeht. Auch Möllenhauer steht nicht mehr zu seinem Oberarzt. Solm hält es schließlich nicht länger an der Klinik; er kündigt.
In einem Dorf in den bayerischen Alpen übernimmt Solm eine Landarztpraxis. Je länger er dort seine Arbeit verrichtet, desto mehr wandelt er sich vom einstmals gefeierten Modearzt zum einfachen, bescheidenen Helfer. Eine große Hilfe ist ihm dabei die junge Schwester Regine. Sie spürt, dass ihr Chef ein ihn belastendes Geheimnis mit sich herumträgt. Heimlich erforscht sie seine Vergangenheit, um ihm im entscheidenden Moment beistehen zu können. Unerwartet taucht eines Tages Angelika Berding im Bergdorf auf und will den Arzt zurückholen. Sie war ihm schon immer in Liebe verbunden und hofft nun, dass sich ihre erloschene Beziehung wieder erneuern lasse. Angelikas Bruder Benvenuto hat sich nämlich nach Solms Operation stetig erholt und ist inzwischen vollkommen genesen. Solm hat jedoch das Interesse an der Tochter seines Widersachers verloren. Er weiß inzwischen, dass seine wahre Liebe nur Regine gehört.
Als gewandelter Arzt und Mensch kehrt Solm schließlich in die Stadt an seine alte Klinik zurück, begleitet von Regine.

## Produktion

### Produktionsnotizen
Die Musik zum Film stammt von Norbert Schultze. Von ihm ist auch das im Film zu hörende Lied „Jonas Mambo“ nach einem Text von Bruno Balz. Die Außenaufnahmen entstanden in den österreichischen Gemeinden Kufstein und Kitzbühel, die Innenaufnahmen in den Studios der CCC-Film in Berlin-Spandau. Die Bauten wurden von den Filmarchitekten Mathias Matthies und Karl Vollbrecht entworfen. Ursula Hey zeichnete für die Kostüme verantwortlich.

### Veröffentlichung
In der Bundesrepublik Deutschland kam der Film am 17. März 1955 in die Kinos, in Österreich im Mai 1955, in der Deutschen Demokratischen Republik am 9. November 1956, in Dänemark am 10. Dezember 1956 und in Belgien (Antwerpen) am 14. August 1959. Veröffentlicht wurde der Film zudem in Frankreich und in Jugoslawien. Der Film landete 1955 auf Platz 47 der umsatzstärksten Filme des Jahres.

## Kritik
Das Lexikon des internationalen Films zieht folgendes Fazit: „Melodram mit einem Sammelsurium damals beliebter Unterhaltungselementen: Zwillingsgeburt zu Silvester, Bauerntod im Pferdestall, Berglandschaft, Schnee, Kirche, Tanz, Geldsorgen, Weihnachtsbäume ...“

## Quelle
- Programm zum Film: Das Neue Film-Programm Abb. Titelblatt Oberarzt Dr. Solm, erschienen im gleichnamigen Verlag von H. Klemmer & Co., Neustadt an der Weinstraße, ohne Nummernangabe